# Condado de Warren (Nova Iorque)
O Condado de Warren é um dos 62 condados do Estado americano de Nova Iorque. A sede do condado é Vila de Lake George, e sua maior cidade é Glens Falls. O condado possui uma área de 2 413 km²(dos quais 162 km² estão cobertos por água), uma população de 63 303 habitantes, e uma densidade populacional de 28 hab/km² (segundo o censo nacional de 2000). O condado foi fundado em 1813.